# Агалак
Агалак (ум. 1508) — хан Тюменского ханство (1496—1505) из рода Шибанидов, сын Махмудека. Прадед казанского хана Шах-Али.

## Биография
В 1496 году участвовал в возведении на Казанский престол своего брата Мамука, при поддержке ногайского князя Ямгурчи и части казанской знати. С престола был смещён московский ставленник Мухаммед-Амин, который бежал в Москву. После того, как Москва смогла поставить на Казанском престоле Абдул-Латифа, в 1499 году пытался его сместить, но при известии о выдвижении русского войска от похода на Казань воздержался.
Около 1508 года ногайский бий Хасан для поднятия своего престижа пытался поставить его ханом, а самому стать при нём беклярбеком, но видимо этот замысел не получил поддержки у ногайской знати. После этого ни Хасан, ни Агалак не упоминаются. Возможно они были убиты.